# Bois Court

Le belvédère de Bois Court est un site touristique réunionnais situé à Bois Court,  sur les hauteurs de la Plaine des Cafres, dans les Hauts de la Réunion. Malgré son éloignement des côtes réunionnaises, ce site offre non seulement un point de vue sur Grand Bassin mais aussi une grande aire de pique-nique régulièrement fréquentée. Aussi, ce lieu détient une horloge à eau (il n'y en a que deux dans le monde entier)[réf. nécessaire].

## Horloge à eau
Le 1er février 2013 l'horloge de Bois Court a été détruite par le cyclone Felleng. 

### Description

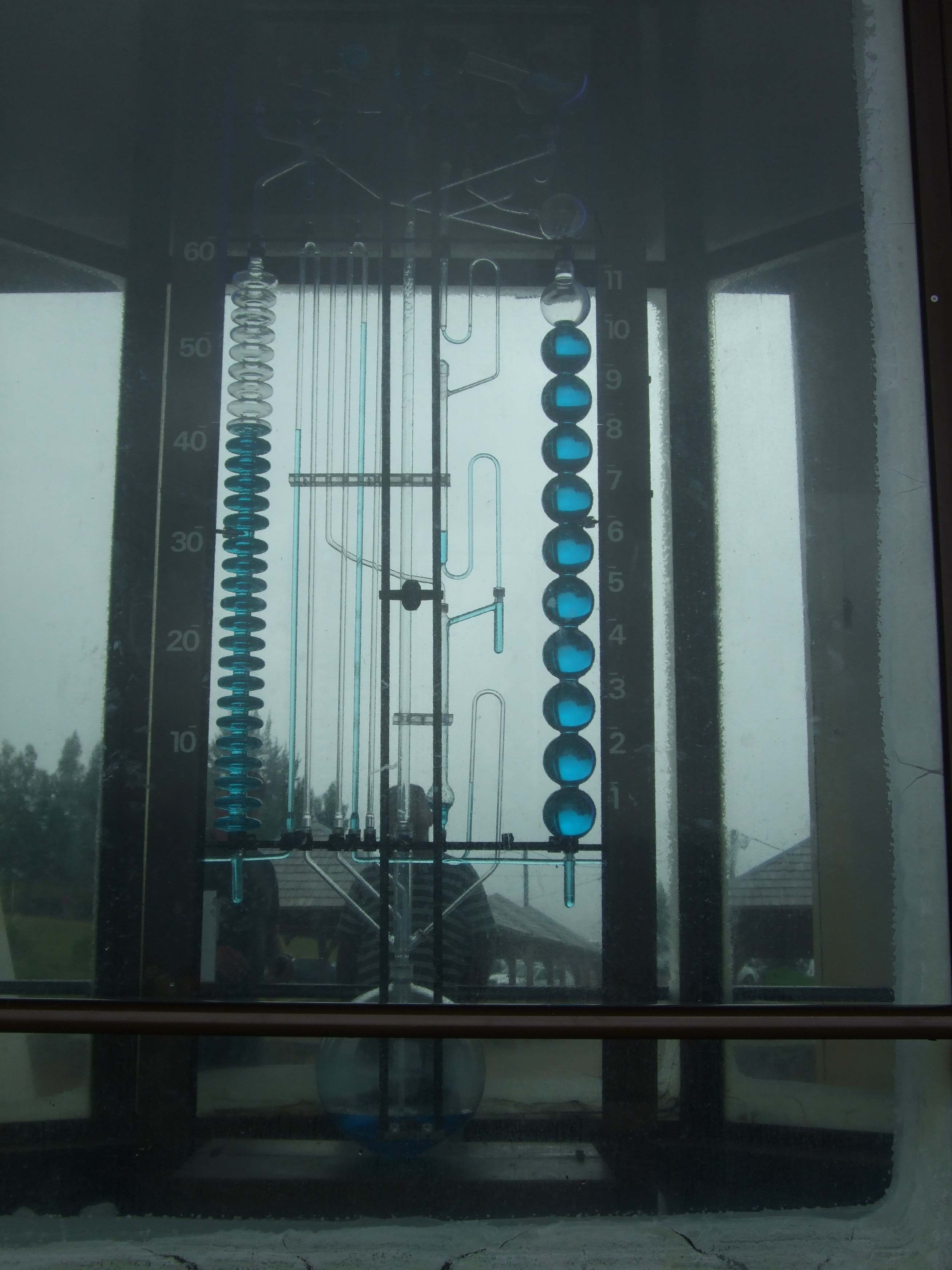
Horloge à eau du belvédère.

Appelée aussi clepsydre, l'horloge de Bois Court fonctionne depuis 1987 selon le principe des horloges à eau. Ces horloges étaient utilisées pour mesurer le temps à partir d'une certaine quantité d'eau écoulée qui permettrait de fixer la durée du temps passé.
Le mélange est constitué de 14 l. d'eau colorée par du bleu de méthylène et de 14 l. d'alcool à brûler[réf. nécessaire].
La mise à l'heure de l'horloge s'opère à partir d'une pompe électrique commandée par un micro-ordinateur. La précision de cette horloge est la même que celle d'une horloge mécanique.

### Fonctionnement
Le cycle de l'eau à la fois dans les sphères des heures (12 sphères) et la sphère des minutes (29 sphères) est entretenu par un balancier qui actionne dans une sphère haute une cuillère qui déverse régulièrement une même quantité d'eau dans des siphons. Ces siphons (au nombre de 4) ont un diamètre de plus en plus important au fur et à mesure que l'on s'approche du réservoir inférieur.
Les coupelles des minutes se remplissent toutes les minutes, le remplissage de la vingt-neuvième coupelle déclenche deux minutes plus tard la vidange complète de la colonne minute et le remplissage d'une heure supplémentaire.

## Grand bassin

### Lieu
Du belvédère de Bois-Court, la vue plonge sur l'îlet de Grand-Bassin. À la suite de la rencontre du bras-sec (Cilaos), du bras de Sainte-Suzanne et du bras des Roches-Noires, cette plaine profonde est née. Du temps des géraniums[Quoi ?], il y avait près de 250 habitants au fond de ce trou entouré de remparts. Aujourd'hui, seules quelques familles ont décidé d'y rester. Dans ce petit enclos sont situés plusieurs gîtes et un restaurant. Ce petit village est régulièrement ravitaillé par un monte-charge (cf. photo). Ce coin de l'île est habité par des cases créoles, des murets fleuris, des treilles de vigne, des cours chargées d'arbres fruitiers.
Pour s'y rendre, il faut suivre une promenade qui démarre au belvédère à La Plaine des Cafres.

### Randonnée
Cette randonnée dure au minimum quatre heures de marche. En effet, la descente se fait en environ 1 h 30. La remontée étant plus éprouvante se fera en 2 h 30. 
Le sentier est bordé d'une clôture qui mène le long des pâturages jusqu'au bord des remparts. Là se trouvent des arbres fruitiers sur le sentier tout comme des bois de senteur blanc. Comme la plupart des sentiers de l'île, celui-ci abrite une petite chapelle fleurie. Le sentier permet de découvrir des paysages, comme celui sur la commune de Saint-Louis (La Réunion) ou sur le Bras de Saint-Suzanne. Après une bonne heure de descente, le gîte est atteint par une passerelle.
Pour arriver à la cascade de Grand-Bassin, il faudra encore franchir le Bras de Sainte-Suzanne pour remonter ensuite et atteindre enfin la cascade.

## Aire de pique-nique

### Entre tradition et patrimoine
« Allons pique-nique l'horloge », se disent les Réunionnais le dimanche[réf. nécessaire].
En effet, à La Réunion, le pique-nique du dimanche est devenu une tradition, autrement dit une coutume[réf. nécessaire]. Le plus souvent, les pique-nique se font le dimanche midi sur des aires aménagées, comme celle de Bois-Court, près de l'horloge.